# 조선민주주의인민공화국의 차량 번호판
조선민주주의인민공화국의 차량 번호판은 조선민주주의인민공화국에서 제정되는 차량 번호판이다.

## 특징
조선민주주의인민공화국은 대한민국에서 매기는 일련번호인 지역-숫자-기호-숫자 순서대로 매기는 양식이 아닌 평양12-345 같은 형태의 차량 번호를 적용하게 된다.
숫자 배열기준을 보면 1은 버스, 2는 2-000, 2-0000-00000으로 나누어 구분되며 택시는 2-000을, 관용차량은 2-0000-00000의 형식을 사용하고 있으며, 3은 트럭을, 5는 소방차와 구급차를, 6은 경찰차에 쓰이며, 7은 오토바이가 사용하고 있다.
번호판의 색상은 대한민국과 같았으나 2016년이후 발급되는 번호판의 색상은 중국과 같다. 그러나 북에서는 영업용 차량과 일반용 차량 번호판의 색깔이 같다.

## 최초 제정시기
조선민주주의인민공화국에서 차량 번호판이 처음 등장한 시기는 1949년으로 추정된다.

## 일련번호 기준
예를 들어 "외-07-151"과 같은 차량 일련번호는 외교 전용 차량번호를 지칭하고 있으며, "평양38-627"과 같은 차량번호는 일반 차량번호로 표기한다.
그리고 오토바이의 경우 "함북7-16"과 같은 일련번호를 매기게 된다.

### 자전거 번호판 일련번호 지정
조선민주주의인민공화국에서는 자전거의 도난과 분실을 방지하기 위해 등록번호제를 도입한 게 특성이다. 숫자는 어떤 번호판인지 알 수 없다.

## 같이 보기
- 대한민국의 차량 번호판